# Palm Jumeirah
La Palma Jumeirah (en inglés: Palm Jumeirah, en árabe: نخلة الجميرة) es un archipiélago de islas artificiales en el Golfo Pérsico en Jumeirah, Dubái, Emiratos Árabes Unidos. Es parte de una serie más grande de desarrollos llamados Islas Palm, que incluyen Palm Jebel Ali y Palm Deira, que, si se completan, aumentarán la costa de Dubái en un total de 520 kilómetros. Tiene una población estimada de al menos 10,000 habitantes a partir de 2017.
La Palm Jumeirah está construida con la forma de un árbol de palmera datilera y consiste en tres partes: un tronco, una corona con 17 frondas y una isla circundante creciente que formará un rompe olas.

## Contexto y uso
La isla de Palm Jumeirah es principalmente un área residencial para vivienda, relajación y ocio. Ésta contiene hoteles temáticos, tres tipos de villas (Villas de Firma, Casas de Jardín y Casas de Ciudad), edificios de apartamentos costeros, playas, puertos deportivos, restaurantes, cafeterías y una variedad de puntos de venta al por menor. La Palma Jumeirah contendrá más de 25 hoteles de marcas de renombre internacional incluyendo Movenpick Resort Oceana Palm Jumeirah, Moevenpick Resort & Spa Palm Jumeirah, Antara, Fairmont Palm Residence, Radisson SAS, Hilton, Metropolitan, Shangri La, One & Only Royal Mirage, Starwood, Marriott, Oberoi, Kempinski, Chedi, Taj Exotica Reost & Spa, y Dusit. Otros proyectos incluirán el Edificio de Al Basri, Edificio Al Habool, Edificio Al Anbara, el Palacio Esmeralda, Oceana, y la Trump Plaza & Marina Residences.
La construcción de la isla Palm Jumeirah comenzó en junio de 2001 y se terminó a mediados de 2008.

## El tronco
Midiendo más de dos kilómetros de largo, es considerada el corazón de la Palm Jumeirah.
Tiene diversos hoteles y atracciones entre los que destacan:
1. Golden Mile. Funge como la principal arteria y avenida de la Palm Jumeirah. Sobre ella se desarrollan diversos hoteles y da cabida al Monoriel que cruza toda la Ciudad de Dubái y atraviesa las Palm Islands.
2. Park. Santuario al aire libre con grandes extensiones de jardines, árboles, agua y albercas.
3. Shoreline apartments. Se conforma por un conjunto de 20 apartamentos ubicados sobre la Golden Mile.
4. The Fairmont Palm Hotel & Resort. Hotel de gran lujo y confort.
5. Fairmont Palm Residence. Combina apartamentos de lujo con casas residenciales. Tiene como atracción una gran alberca con una cascada espectacular.
6. Oceana. Desarrollo ubicado al oeste del tronco, característico por su ambiente familiar y sus atracciones infantiles.
7. Tiara Residences. En contraparte de Oceana, del otro lado del tronco y con un diseño muy similar se encuentra este hotel con un característico toque asiático.
8. Marina Residences. Una serie de 6 apartamentos con un total de 858 apartamentos y 12 penthouses de lujo ubicado al norte del tronco.
9. IGY Anchor Marina. Un pequeño puerto con capacidad de hasta 700 embarcaciones pequeñas el cual sirve de bienvenida para los múltiples barcos que llegan a la isla.
10. Lighthouse Hotel and Residence. Localizado sobre la media luna de la Palma Jumeirah, su arquitectura fue diseñada para capturar la luz del sol naciente y proyectada en el interior del complejo. El ´Hotel Faro´ contendrá 380 habitaciones, durante la noche, la azotea será alumbrada y un arco de luz será proyectado a través de la Palm Jumeirah y el Golfo Árabe.
11. Al Nabat y Al Haseer. Estos dos edificios de apartamentos residenciales, contiene su propia playa privada y casa club. Diseñado en el estilo árabe ecléctico, fundiendo los elementos de la herencia árabe con materiales modernos, cada uno de sus apartamentos tendrá vista al mar o los jardines.

## Frondas

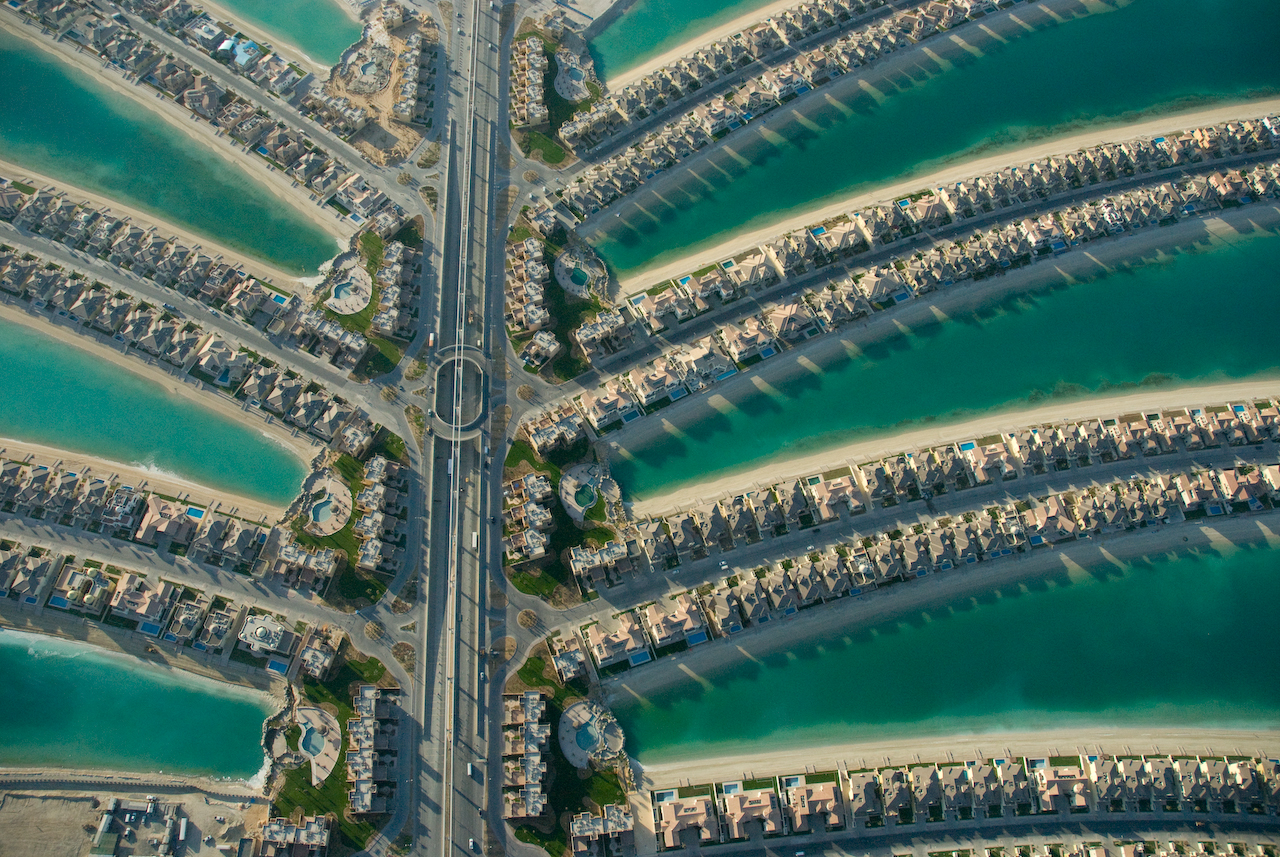
Frondas de Palm Jumeirah.

La isla tiene 17 frondas en total, 8 a cada lado y una muy pequeña en la parte superior. En estas únicamente se encuentran diversas villas y pequeñas residencias, las cuales cuentan con albercas y playas privadas.
En la parte superior y conectadas las frondas con el cresciente se encuentra un túnel submarino el cual se convertirá en una atracción segura y nueva ya que muy pocos túneles hoy en día pasan por debajo del agua.

## Cresciente
La cresciente es una isla artificial en forma de semicírculo de arena de 11 kilómetros de largo que sirve como rompeolas pero además, es un destino atractivo para los turistas, con hoteles de un gran lujo.
1. Al Fattan. Un hotel de lujo, residencias, descanso y sencillez.
2. Atlantis. Uno de los mejores hoteles. El famoso Atlantis es todo un paraíso de entretenimiento y exploración.
3. Grandeur Residences. Un gran conjunto de apartamentos y villas de gran tamaño.
4. Kempinsky Hotel Emerald Palace. Un hotel que provee un gran lujo y fastuosos jardines.
5. Kingdom of Sheba. Un gran hotel de uso combinado con una gran comunidad.
6. Royal Amwaj. Una gran comunidad de apartamentos de lujo, casa y villas con playa propia.
7. Taj Exotica Resort & Spa. Hotel de 5 estrellas. Será el más grande Spa en todo el Medio Oeste.
8. RMS Queen Elizabeth 2. Desde noviembre de 2008, el Buque con más historia de los últimos 30 años y propiedad de la naviera británica Cunard, fue amarrado definitivamente en un muelle especial y reconvertido en un hotel de lujo flotante. El pacto se ha llevado a cabo tras ser vendido por 75 millones de euros al gobierno dubaití.

## Islas Logo
Las Islas Logo (en inglés: Logo Islands), consiste en dos islas idénticas artificiales de 140 mil metros cúbicos (4,9 millones de pies cúbicos) con la forma del logo de la Palma (una hoja de palma tenue) en ambos lados de su tronco. Estas serán islas personales del Jeque Mohammed bin Rashid Al Maktoum (dirigente actual de Dubái), la isla izquierda está siendo desarrollada bajo el nombre de isla Dubawi (en inglés: Dubawi Island).

## Monorriel

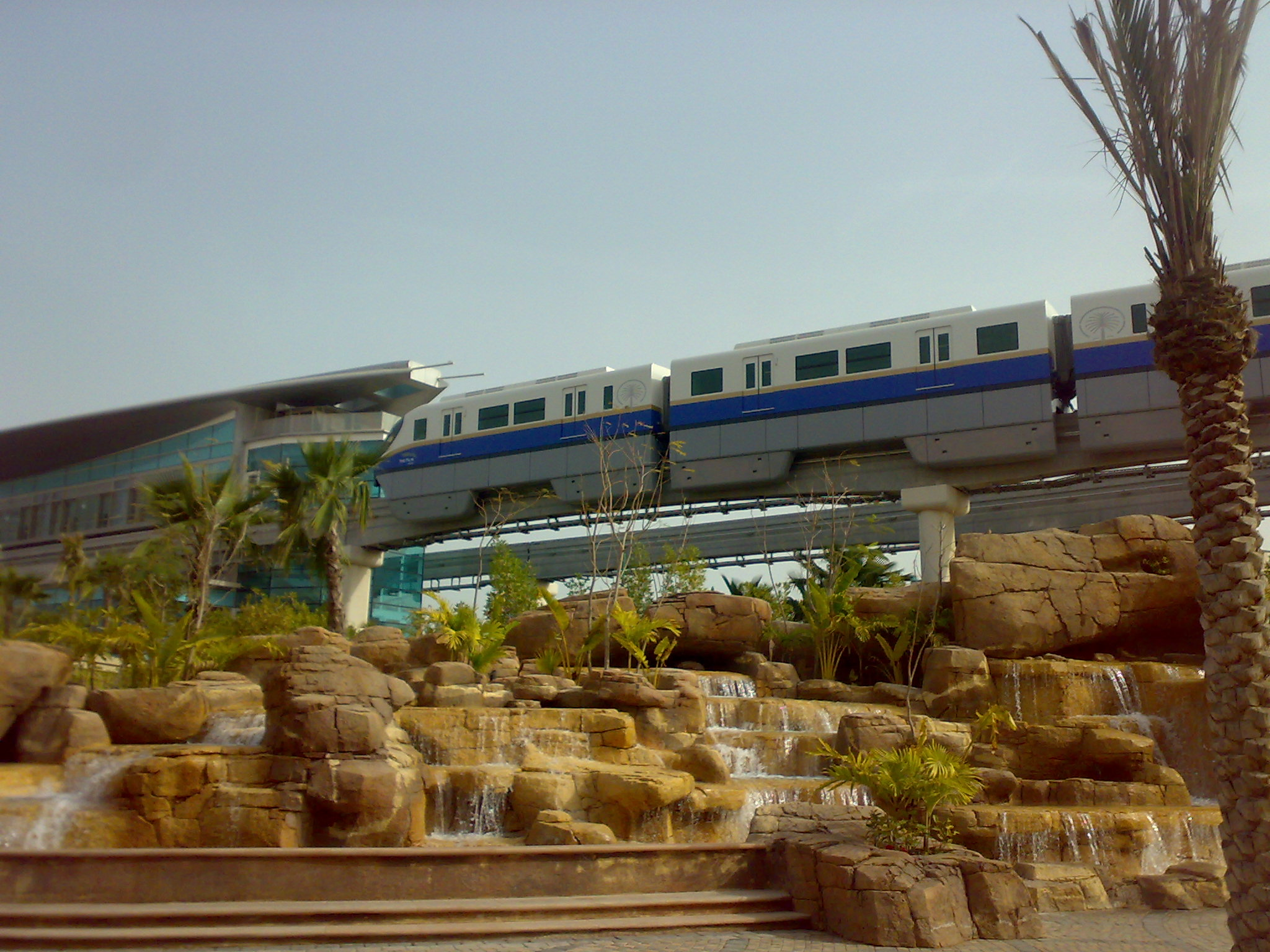
Monorriel de Palma Jumeirah en febrero de 2009.

El monorriel de Palma Jumeirah es una línea de 5,45 kilómetros de extensión en la isla artificial de Palma Jumeirah en el emirato de Dubái, Emiratos Árabes Unidos, que conecta la isla con el continente, existiendo un proyecto para una nueva extensión que lo conecte a la línea roja del Metro de Dubái. La línea se inauguró el 30 de abril de 2009. Se trata del primer ferrocarril en la historia de toda la oriental de Arabia occidental y el primer monorriel en el Oriente Medio.
El presupuesto del proyecto es de 400 millones de dólares estadounidenses con un adicional de 190 millones destinados a los 2 kilómetros (0.9 millas) de extensión hasta el Metro de Dubái. Otras fuentes indican que tiene un presupuesto de 1100 millones. Un viaje en el monorriel cuesta 15 Dhs en un solo sentido, y 25 si es ida y vuelta.